# أليس أوستين
أليس أوستين (بالإنجليزية: Alice Austen)‏ هي مصورة أمريكية، ولدت في 17 مارس 1866 في جزيرة ستاتن في الولايات المتحدة، وتوفي بنفس المكان في 9 يونيو 1952.